# أليخاندرو رايت
أليخاندرو رايت (بالألمانية: Alex Wright) هو مصارع محترف ومدير ألماني، ولد في 17 مايو 1975 في نورنبرغ في ألمانيا.

## وصلات خارجية
- أليخاندرو رايت على موقع WrestlingData.com (الإنجليزية)
- أليخاندرو رايت على موقع CageMatch worker (الإنجليزية)
- أليخاندرو رايت على موقع قاعدة بيانات المصارعة على الإنترنت (الإنجليزية)
- أليخاندرو رايت على موقع عالم المصارعة على الإنترنت (الإنجليزية)
- أليخاندرو رايت على موقع IMDb (الإنجليزية)
- أليخاندرو رايت على موقع قاعدة بيانات الفيلم (الإنجليزية)